# Воронков, Павел Павлович
Павел Павлович Воронков (род. 13 октября 1998, Москва) — российский хоккеист, нападающий.

## Биография
Воспитанник московских школ ЦСКА (2007—2008) и «Белые медведи» (2008—2015). С сезона 2015/16 начала играть в команде МХЛ «Авто» Екатеринбург. В сезоне 2018/19 дебютировал в команде ВХЛ «Горняк» Учалы. 24 ноября 2021 года в составе «Автомобилиста» провёл первый матч в КХЛ против «Амура» (0:3). С сезона 2024/25 — игрок команды ВХЛ «Рубин».